# 刘歆 (骁骑将军)
| 姓名           | 劉歆                                                    |
| 時代           | 新朝 - 东汉時代                                         |
| 生没年         | 〔不詳〕                                                |
| 字・別号       | 細君（字）                                              |
| 本貫・出身地等 | 冀州鉅鹿郡昌城县                                        |
| 職官           | 偏将軍〔劉秀〕→騎都尉〔劉秀〕 →驍騎将軍〔劉秀（东汉）〕 |
| 爵位・号等     | 列侯〔劉秀（东汉）〕 →浮陽侯〔东汉〕                    |
| 阵营・所属等   | 汉光武帝（劉秀）                                        |
| 家族・一族     | 从兄 ： 劉植、劉喜                                      |

劉歆（？—？），字細君，中国新朝至东汉時代初期武将，冀州鉅鹿郡昌城县（今河北省深州市孤城村）人。云台二十八将之一劉植的从弟。

## 生平
河北战役后，刘歆随同从兄劉植归顺汉光武帝。劉植任驍騎将軍，劉歆和劉植之弟劉喜被封为列侯，被任命为偏将軍。
建武五年（29年），劉歆任騎都尉，随耿弇参加征伐齐王张步。耿弇率军回到临小城，陈兵於城内，派刘歆、泰山郡太守陈俊分别在城下布阵。张步同刘歆等交战。耿弇大败敌军。刘歆被封为浮陽侯，被任命为驍騎将軍。
建武六年（30年）春，刘歆随同建威大将軍耿弇、虎牙大将軍蓋延参加征伐公孫述，击败隗囂。
建武11年（35年）春，刘歆和誅虜将軍劉隆、輔威将軍臧宮随从征南大将軍岑彭、大司馬吴汉发南陽、武陵、南郡之兵，以桂陽、零陵、長沙三郡的補給，約部下六万軍，参加征伐公孫述。岑彭率领他入江关，鎮撫当地百姓。以後刘歆在史書中不见其名，封他的浮陽侯国不传。